# Air Tractor AT-802
L'AT-802 è un aereo agricolo monomotore a turboelica ad ala dritta sviluppato dall'azienda aeronautica statunitense Air Tractor Inc, dal quale sono state tratte una variante per la lotta antincendio e una armata per la controguerriglia COIN. L'AT-802 trasporta una tramoggia per sostanze chimiche tra il vano motore e l'abitacolo e un'altra sotto la fusoliera.

## Sviluppo
Nella sua versione originale, il velivolo utilizza una configurazione standard per il carrello di atterraggio (due ruote principali e un ruotino di coda). Tuttavia, un certo numero di aeromobili sono stati convertiti alla configurazione antincendio definita "Fire Boss", che utilizza galleggianti anfibi Wipaire 1000, in modo che l'aereo possa atterrare sia su pista tradizionale sia sull'acqua. Il "Fire Boss" può prendere l'acqua per spegnere un incendio sia da un lago sia da un fiume. In aggiunta al serbatoio standard da 3 100 litri montato sulla fusoliera, c'è la possibilità di inserire nei galleggianti ulteriori 130 litri di schiuma. L'installazione dei galleggianti ha l'effetto di sganciare il ritardante su una superficie più ristretta rispetto alla versione dotata di ruote.

### Versione armata

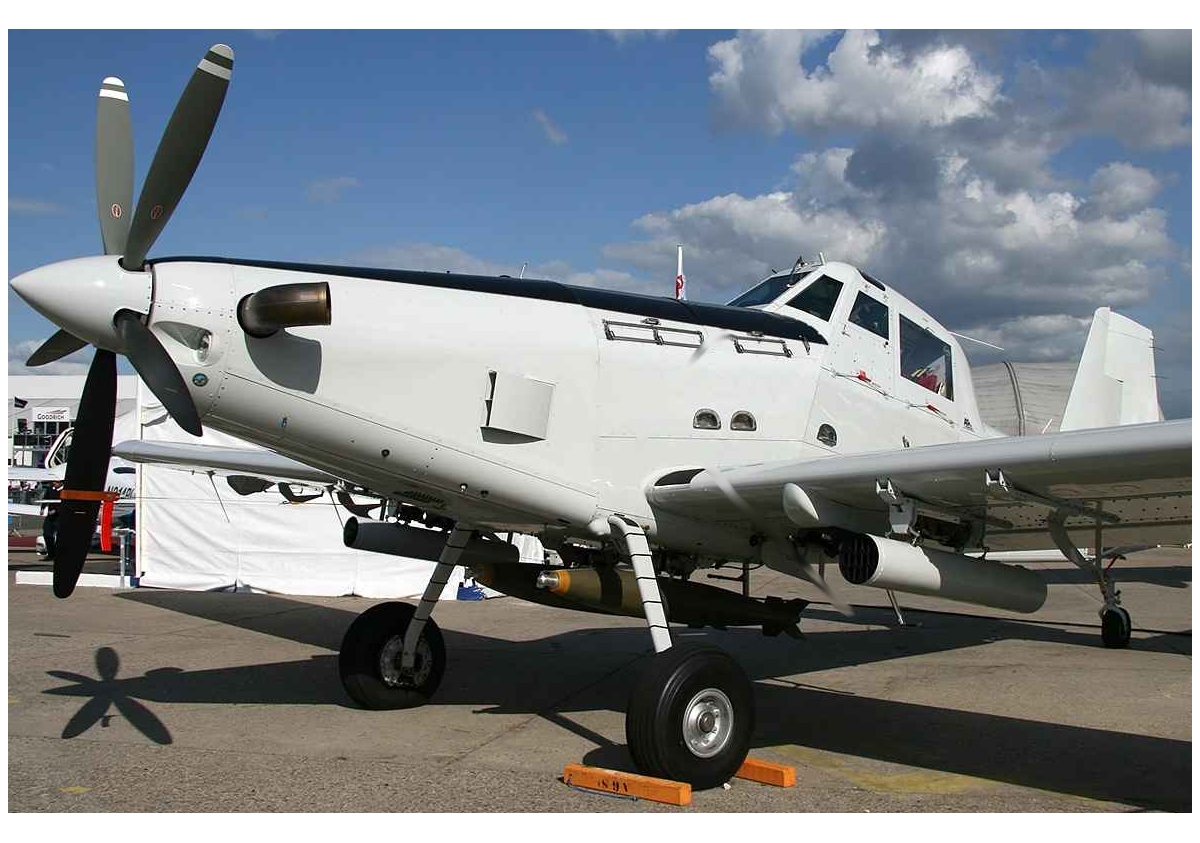
Il prototipo dell'AT-802U al Salone internazionale dell'aeronautica e dello spazio di Parigi-Le Bourget.

In risposta al programma LAAR (Attacco Leggero/Ricognizione Armata) dell'USAF e la crescente richiesta di aerei controguerriglia, la Air Tractor nel 2008, ha sviluppato la versione armata AT-802U, dotata di abitacolo corazzato, motore corazzato, tettuccio antiproiettile, serbatoi corazzati e rinforzi strutturali per il trasporto di 4 100 kg di carico utile. Dotato di una nuova ala rinforzata, certificata per 12 000 ore di volo, il prototipo dell'AT-802U è stato presentato nel 2009, al Salone Aeronautico di Le Bourget a Parigi.
L'AT-802 è stato utilizzato anche nelle operazioni anti-droga, nello United States Southern Command, dal Dipartimento di Stato americano come veicolo per il lancio di diserbanti e defolianti sugli impianti di produzione di stupefacenti.

## Varianti
- AT-802 - Versione con abitacolo biposto.
- AT-802A - Versione con abitacolo monoposto.
- AT-802U - Versione militare con abitacolo biposto. Pesantemente corazzato e modificato con sensori. Fusoliera rinforzata per il trasporto di armi.
- AT-802F or AT-802AF - Versione per la lotta antincendio equipaggiata con il sistema antincendio Air Tractor sviluppato e proposto dalla Trotter Controls Inc.
- Fire Boss - Versione del modello 802 equipaggiata con carrello anfibio e con il sistema antincendio Air Tractor sviluppato e proposto dalla Trotter Controls Inc.
- S2R-T660 - Versione armata biposto in tandem, elaborata dall'azienda Thrush/Iomax, basata sull'AT-802U. Nuovo cockpit dotato di schermi multifunzione ed elica Hartzell a 5 pale. 24 esemplari di questa nuova versione sono stati ordinati dagli Emirati Arabi Uniti per la Al-Quwwāt al-Jawiyya al-Imārātiyya.[7]

## Utilizzatori

### Civili
Australia
- Pay'S Air Service

3 AT-802F.
- Dunn Aviation

1 AT-802F, impiegato nella lotta agli incendi in Grecia nell'Agosto 2021
 Canada
- Buffalo Airways

 Lussemburgo
- Aquarius Aerial Firefighting

12 AT-802F ordinati, con i primi due esemplari consegnati il 22 dicembre 2023.

### Governativi
Argentina

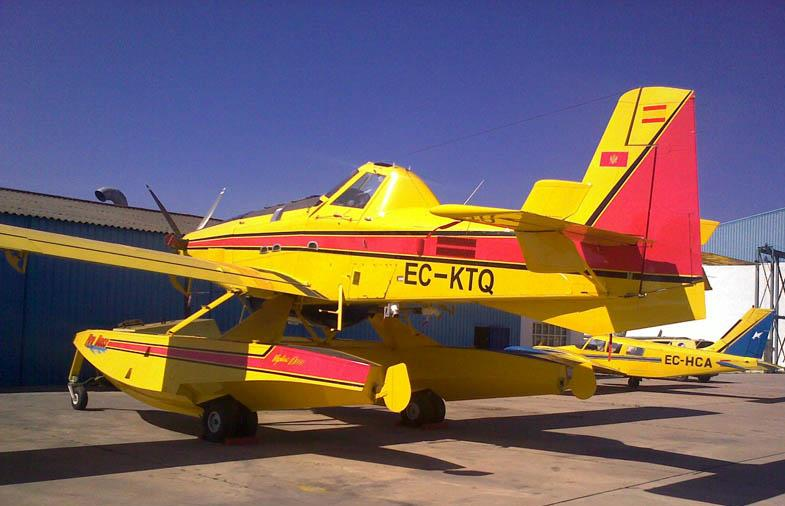
AT-802A Fire Boss Montenegrino.

- Córdoba Province - Lotta anti-incendio

 Brasile
- Military Firefighters of Distrito Federal
- Military Firefighters of Mato Grosso

 Colombia
- Policía National de Colombia

9 AT-802F donati dagli Stati Uniti in servizio al luglio 2019.
 Macedonia del Nord
- Protection and Rescue Directorate of the Republic of Macedonia

3 AT-802A Fire Boss
 Spagna
- Ministry of Environment (CEGISA) : 3 AT-802A
- Avialsa T35

15 AT-802 e 14 AT-802F
 Stati Uniti
- United States Department of State

2 AT-802 in servizio al marzo 2019.
 Svezia
- Agenzia per le emergenze

2 AT-802 ordinati a marzo 2020, più ulteriori 2 esemplari da consegnare a partire da aprile 2021.
 Turchia
- Orman Genel Müdürlüğü Havacılık

20 AT-802 ordinati nel 2023, di cui 15 nella configurazione anfibia Fire Boss e cinque nella versione terrestre. Al luglio 2024 risultavano consegnati sei esemplari della versione anfibia e due della versione terrestre.

### Militari

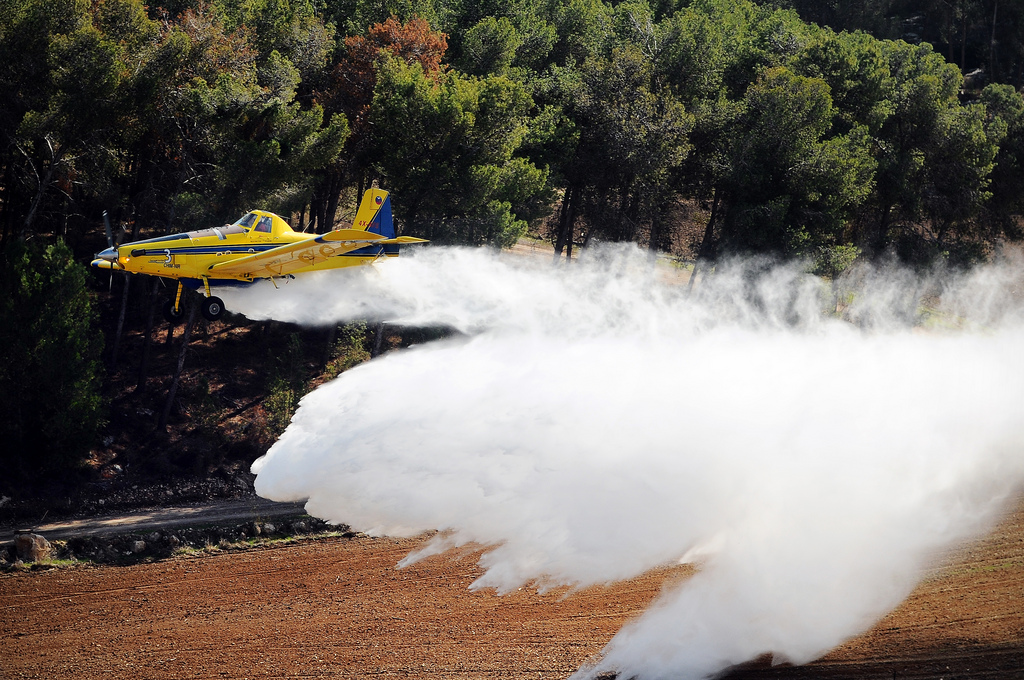
AT-802F israeliano in fase di spegnimento di un incendio.

Burkina Faso
- Force Aérienne de Burkina Faso

1 AT-802 consegnato e in servizio al luglio 2017.
 Croazia
- Hrvatsko ratno zrakoplovstvo i protuzračna obrana

2 AT-802A e 4 AT-802F consegnati, e tutti in servizio al marzo 2019.
 Egitto
- El Qūwāt El Gawīyä El Maṣrīya

12 AT-802U ex Aeronautica degli Emirati Arabi ricevuti nel 2015. Tutti in servizio all'agosto 2019.
 Emirati Arabi Uniti
- Al-Quwwāt al-Jawiyya al-Imārātiyya

10 AT-802U Block 1 nel 2010/2011 e 14 AT-802U Block 2, nel 2012, che sono stati ritirati e sostituiti con 24 S2R-T660 ordinati alla Thrush/Iomax. Al 23 febbraio 2017, risultano consegnati 23 S2R-T660. 18 S2R-T660 e 6 AT-802U in servizio all'ottobre 2019. 6 AT-802U sono stati donati alla Royal Jordanian Air Force nel 2013.
 Gambia
- Aeronautica militare del Gambia

2 AT-802U consegnati ed in organico al giugno 2020.
 Giordania
- Al-Quwwat al-Jawwiyya al-malikiyya al-Urdunniyya

6 AT-802U ex UAEAF donati nel 2013. Altri 4 AT-802i dirottati da un ordine originariamente destinato allo Yemen sono entrati in servizio nel 2016. I block 1 sono stati aggiornati al block 2. 2 AT-802F ordinati per la lotta agli incendi, il primo dei quali è stato consegnato il 25 maggio 2023.
 Israele
- Heyl Ha'Avir

7 AT-802F (due dei quali sono della versione Fire Boss)
 Kenya
- Kenya Air Force

12 AT-802L e 2AT-504 da addestramento ordinati a gennaio 2017.
 Slovenia
- Brigada zračne obrambe in letalstva Slovenske vojske

4 AT-802F ordinati il 17 aprile 2023, con i primi due consegnati entro giugno dello stesso anno e gli ultimi due esemplari nel 2024.
 Stati Uniti
- United States Air Force

6 AT-802U Sky Warden (con un fabbisogno indicato in 75 esemplari) ordinati il 1 agosto 2022, che saranno utilizzati per le operazioni dell'USSOCOM e consegnati a partire dal 2023. Il 27 febbraio 2025, lo US Air Force Special Operations Command (AFSOC) ha rivelato che l'aereo sarà ridesignato OA-1K Skyraider II.

## Specifiche della versione armata AT-802U
Dimensioni e pesi
- Lunghezza = 10,95 m
- Larghezza = 18,06 m
- Altezza = 3,89 m
- Superficie alare = 37,25 m
- Peso a vuoto = 2 951 kg
- Peso carico = 7 257 kg
- Peso max al decollo = 7 257 kg

Propulsione
- Motore = 1 Pratt & Whitney Canada PT6A-67F
- Potenza = 1 200 kW

Prestazioni
- Velocità max = 370 km/h
- Velocità di crociera = 296 km/h
- Velocità di salita = 4,3 m/s
- Autonomia = 10 ore
- Raggio d'azione = 2 963 km
- Tangenza = 7 620 m

Armamento
- 8 punti d'attacco per una capacità di carico di 4 100 kg per un mix di armi comprendenti:
- Bombe a caduta libera
- Bombe a guida laser LGB dal peso massimo di 450 kg
- 2 Pod per cannoni GAU-19 calibro. 50 in
- 38 razzi Hydra 70 da 70mm
- 8 missili a guida laser AGM-114 Hellfire